# Mike Gibson (football américain)
(en) Statistiques sur pro-football-reference
Mike Gibson (né le 18 novembre 1985 à Napa) est un joueur américain de football américain.

## Enfance
Gibson joue au lycée de sa ville natale, la Napa High Schooloù il figure dans la seconde équipe de la saison pour l'État de Californie lors d'une saison.

## Carrière

### Université
Gibson entre au Solano Community College où il est nommé All-American. En 2006, il est transféré à l'université de Californie à Berkeley et décroche une mention honorable de la conférence Pacific 10 en 2007.

### Professionnel
Mike Gibson est sélectionné au sixième tour du draft de la NFL de 2008 par les Eagles de Philadelphie au 184e choix. Durant la pré-saison 2008, il se blesse à l'épaule et placé sur la liste des blessés, déclarant forfait pour la saison 2008. Le 5 septembre 2009, il n'est pas retenu dans l'équipe active pour la saison 2009, il signe le lendemain avec l'équipe d'entrainement avec qui il reste pendant toute la durée de la saison 2009.
Le 21 octobre 2009, toujours membre de l'équipe d'entrainement, il signe avec l'équipe active des Seahawks de Seattle. Il fait ses débuts en NFL le 20 décembre 2009 contre les Buccaneers de Tampa Bay, rentrant en cours de match. Lors de cette saison, il entre au cours de trois matchs. Il est titularisé lors du premier match de la saison 2010 contre les 49ers de San Francisco le 12 septembre 2010 mais le 28 septembre, il est rayé de l'effectif actif des Seahawks, ré-intégrant l'équipe d'entrainement. Cinq jours plus tard, il revient dans le roster. Pour cette saison 2010, il joue quatorze matchs dont huit comme titulaire.
Le 3 septembre 2011, il n'est pas retenu dans l'équipe de Seattle pour la saison 2011 mais est rappelé le 7 décembre après la blessure de Russell Okung. Il entre au cours des trois derniers matchs de la saison régulière et son contrat expire à la fin de la saison.
Le 15 mars 2012, il signe un nouveau contrat de deux ans avec les Eagles de Philadelphie. Il est toutefois libéré le 16 décembre de la même année.
Depuis le 17 décembre 2012, il joue avec les Cardinals de l'Arizona.